# رافاييل ديفيندي
رافاييل ديفيندي هو لاعب كرة قدم برازيلي في مركز حراسة المرمى، ولد في 22 ديسمبر 1983 في ريبيراو بريتو في البرازيل. لعب مع ديبورتيفو داس أيفيس وريد بل براغانتينو وغراميو اساسكو اوداكس اسبورت كلوب ونادي باسوج دي فيريرا ونادي ميراسول.

## وصلات خارجية
- رافاييل ديفيندي على موقع قاعدة بيانات كرة القدم.إي يو (الإنجليزية)
- رافاييل ديفيندي على موقع Soccerway.com (الإنجليزية)
- رافاييل ديفيندي على موقع AS.com (الإسبانية)